# Tetrastylidium
Tetrastylidium es un género de plantas con flores  pertenecientes a la familia de las olacáceas. Comprende 5 especies descritas y de estas, solo 2 aceptadas.

## Taxonomía
El género fue descrito por Adolf Engler y publicado en Flora Brasiliensis 12(2): 33, t. 7. 1872. La especie tipo es: Tetrastylidium brasiliense Engl. ex Mart. 

## Especies aceptadas
A continuación se brinda un listado de las especies del género Tetrastylidium aceptadas hasta noviembre de 2013, ordenadas alfabéticamente. Para cada una se indica el nombre binomial seguido del autor, abreviado según las convenciones y usos.
- Tetrastylidium grandifolium (Baill.) Sleumer
- Tetrastylidium peruvianum Sleumer